# Кисла (Яковлевский сельсовет)
Кисла — разъезд в Асекеевском районе Оренбургской области. Входит в состав Яковлевского сельсовета.

## География
Разъезд находится на железнодорожной линии Самара — Уфа, на расстоянии примерно 14 км на восток от Асекеево, административного центра района.

## Население
| 2010 |
| ---- |
| 0    |

### Национальный состав
Согласно результатам переписи 2002 года, в национальной структуре населения русские составляли 67 % из 12 чел.